# Sasa subglabra
Sasa subglabra är en gräsart som beskrevs av Mcclure. Sasa subglabra ingår i släktet sasabambu, och familjen gräs. Inga underarter finns listade i Catalogue of Life.